# イニョン王妃の男
『イニョン王妃の男』（原題：인현왕후의 남자、直訳「仁顯王后の男子」）は2012年、大韓民国のケーブルテレビ・tvNで放送されたテレビドラマ。日本では2013年、テレビ東京、2014年、BS-TBS、テレビせとうちで、2018年、NHK BSプレミアムで放送された。
2015年、中国で『皇后的男人（こうごうのおとこ）〜紀元（とき）を越えた恋〜』としてリメイクされた。

## 概要
このドラマは朝鮮王朝中期、廃位されたイニョン王妃（キム・ヘイン）を復位させるべく立ち上がった西人派の一員、キム・ブンド（チ・ヒョヌ）がチャン・ヒビン（チェ・ウリ）率いる南人派に襲撃され現代にタイムスリップし、イニョン王妃役の新人女優チェ・ヒジン（ユ・インナ）に出会うファンタジー時代劇である。甲戌換局（カプスルファングク）をはじめ多くの歴史事実を取り入れ、朝鮮時代の男性と現代の女性の恋物語を展開する。ケーブルテレビとしては最高視聴率を記録した。

## 出演
- キム・ブンド：チ・ヒョヌ[2]

朝鮮時代のイケメン士大夫。
- チェ・ヒジン：ユ・インナ[3]

現代の韓国の新人女優。
- ハン・ドンミン：キム・ジヌ
- チョ・スギョン：カ・ドゥッキ
- ユン・ナジョン：パク・ヨンリン
- キム・チョンス：チョ・ダラン
- ミン・アム：オム・ヒョソプ
- 粛宗（スクチョン）：ソ・ウジン
- イニョン王妃（仁顕王后）：キム・ヘイン
- チャン・ヒビン（張禧嬪）：チェ・ウリ

## 中国版
中国のリメイク版が制作された。2015年2月15日に中国の湖南衛視で放送。邦題は『皇后的男人（こうごうのおとこ）〜紀元（とき）を越えた恋〜』。

### キャスト
- 公明（こうめい）：ジン・ボーラン
- 林湘湘（リン・シャンシャン）：ジェン・シュアン
- 王莽（おうもう）：チェン・シャン
- 影月（えいげつ）：チョウ・ユートン
- 韓于飛（ハン・ユーフェイ）：デニー・ホァン
- 趙娜娜（チャオ・ナナ）：ナナ（AFTERSCHOOL）
- 子修（ししゅう）：ポン・リン
- 金晶（ジン・ジン）：シェ・イーリン
- 趙飛燕（ちょうひえん）：易易紫
- 呉天秀（ウー・ティエンシュー）：謝彬彬
- 成帝（せいてい）：高泰宇
- 許氏（きょし）：陶慧